# Almaric St Amand, 3. Baron St Amand
Almaric St Amand, 3. Baron St. Amand (nach anderer Zählung auch 4. Baron St Amand) († 1402) war ein englischer Adliger und Militär.

## Herkunft und Leben
Almaric St Amand war der älteste Sohn seines gleichnamigen Vaters Almaric St Amand, 2. Baron St Amand und dessen Frau Joan Handlo. Nach dem Tod seines Vaters 1381 erbte St Amand die Familienbesitzungen, die vor allem im südlichen England lagen. Am 9. August 1382 wurde er erstmals durch Writ of Summons zum Parlament geladen. Unter König Richard II. nahm er an mehreren Feldzügen nach Schottland teil. Er begrüßte aber offenbar den Sturz des Königs, denn er wurde am Vorabend der Krönung des neuen Königs Heinrich IV. im Oktober 1399 zum Knight of the Bath geschlagen.

## Ehen und Nachkommen
St Amand war zweimal verheiratet. In erster Ehe hatte er Ida geheiratet, mit ihr hatte er mehrere Kinder, darunter:
- Alianore St Amand ⚭ Gerard de Braybrooke

In zweiter Ehe heiratete St Amand Alianore St Elen. Mit ihr hatte er mindestens eine Tochter:
- Ida St Amand ⚭ Thomas West, 2. Baron West

Ob sein einziger Sohn Almaric aus seiner ersten oder zweiten Ehe stammte, ist unbekannt. Dieser starb als Kind bereits 1403. Daraufhin fiel der Titel Baron St. Amand in Abeyance, während die Besitzungen der Familie St Amand zwischen Gerard de Braybrooke, dem Sohn von St Amands ältester Tochter Alianore, und der jüngeren Tochter Ida St Amand aufgeteilt wurden.